# Селянин, Станислав Николаевич
Станислав Николаевич Селянин — советский конькобежец, мастер спорта СССР международного класса, участник Олимпийских Игр 1968 года.

## Биография
Выступал за клуб «Буревестник» (Иркутск). Тренировался у Дасия Шиповских.
Неоднократный победитель Всесоюзных соревнований. Рекордсмен Советского Союза.
Участник чемпионата Европы и чемпионата мира 1967 года в классическом многоборье (11-е и 14-е место по сумме очков соответственно).
Участник Олимпийских игр (1968).
Занял 11-е и 10-е места на дистанциях 5000 и 10000 м.